# Don't Wanna Miss You
Don't Wanna Miss You è un brano musicale pop del cantante moldavo Cătălin Josan, pubblicato come suo singolo di debutto. Il singolo è stato pubblicato il 25 marzo 2011 dalla Universal Music Romania. In Italia il brano è stato utilizzato come colonna sonora degli spot Vodafone.  È diventato un tormentone estivo dell'estate 2011.

## Il singolo
Il singolo presenta una melodia molto orecchiabile soprattutto grazie all'accompagnamento del suono del pianoforte. Il singolo Don't Wanna Miss You di Catalin Josan nel 2011 ha già occupato una posizione notevole nelle radio di tutta Europa comprese quelle italiane.

## Il video
Il video di Don't Wanna Miss You inizia con Cătălin Josan che si alza dal letto e trova su di esso una busta da lettera per lui. Letta la busta, sorride e subito se ne scappa correndo per la città. Durante la corsa tra la gente trova dei pezzi di foto tagliati di una ragazza che sono attaccati dietro la schiena delle persone che camminano per strada. Poi trova una bicicletta dove c'è un foglio che riporta le indicazioni per trovare la ragazza della foto; così lui, incuriosito, sale in bici alla ricerca della ragazza. Successivamente, riesce a trovare attaccate a un filo di una ringhiera delle chiavi messe dalla ragazza che cerca. Il video finisce che lui riesce a trovare la casa della ragazza e si baciano.

## Tracce
Digital single
1. Don't Wanna Miss You - 3:08

## Classifiche
| Classifica (2011) | Posizione massima |
| ----------------- | ----------------- |
| Italia            | 12                |